# Georg-Wilhelm-Steller-Gymnasium (Bad Windsheim)
Das Georg-Wilhelm-Steller-Gymnasium ist ein staatliches Gymnasium im mittelfränkischen Bad Windsheim.

## Geschichte
Die Gründung der, damals als schola latina (Lateinschule) bezeichneten, Einrichtung ist auf den Zeitraum um 1400 zu datieren. Damit ist die Schule das älteste Gymnasium seiner Art in Bayern. 1401 wird von einer Spende an die Internatsschüler von Bad Windsheim berichtet und von 1412 ist die Todesanzeige des ersten Direktors der Lateinschule, Udalricus Engerer, erhalten geblieben. Allerdings existieren nicht viele Dokumente aus der Anfangszeit, welche die Abläufe und Organisation der Schule darstellen.
1595 erhält die Schule erstmals eine „Schulordnung über den schulischen Gehorsam“. 16 Jahre später wird die Lehranstalt mit dem Namen Gymnasium bezeichnet. 1667 folgt eine zweite Schulordnung, die vorschrieb, im Unterricht nur Latein zu sprechen. Während dieser Zeit besuchte auch Franz Daniel Pastorius die Schule, der Gründer von Germantown im späteren US-amerikanischen Bundesstaat Pennsylvania. Eine weitere berühmte Persönlichkeit, die von 1714 bis 1729 das Gymnasium besuchte, war der Forscher, Mitentdecker und spätere Namensgeber Alaskas Georg Wilhelm Steller.
Im Jahr 1757 wurde unter dem modernen Direktor Georg Wilhelm Dietz erstmals Französisch als Fremdsprache neben Latein und Griechisch angeboten. 1831 wurde an dem Gymnasium die bayerische Schulordnung eingeführt, da Bad Windsheim seit 1810 zu Bayern gehört. 1919 wurde per Erlass Englisch als erste Fremdsprache eingeführt und Französisch bzw. Latein als zweite Fremdsprache unterrichtet.
Im Jahre 1967 wurde der Neubau der Schule abgeschlossen, welche seit 1965 offiziell Georg-Wilhelm-Steller-Gymnasium heißt. 1973 erreichte die Schülerzahl die 600er-Marke. Seit dieser Zeit wurden zwei Informatikräume eingerichtet und zwei Anbauten am Schulhaus, in dem fünf neue Klassenzimmer, eine Cafeteria, einen Biologieraum, ein Sprachlabor (inzwischen ein Computerraum) und einen Medienraum untergebracht sind, vorgenommen. 2006 wurde eine dritte Erweiterung des Schulgebäudes mit einem Speisesaal vorgenommen. Diese wurde durch die Einführung des achtjährigen Gymnasiums (verkürzter Bildungsgang → G8) in Bayern notwendig.
Derzeitiger Schulleiter ist Uwe Nickel.

## Partner
Am Georg-Wilhelm-Steller-Gymnasium bietet sich den Schülern die Möglichkeit an einem Austausch mit folgenden Schulen teilzunehmen:
- St. Yrieix-La-Perche (seit 1987)
- Bramhall High School (seit 2002)
- Bertolt-Brecht-Gymnasium Schwarzenberg (seit 1991)

## Persönlichkeiten
- Georg Österreicher (1563–1621), Kantor und Kirchenliedkomponist
- Franz Daniel Pastorius (1651–1719), Jurist und Schriftsteller
- Georg Wilhelm Steller (1709–1746), Naturforscher
- Johann Ferdinand Schlez (1759–1839), Geistlicher, Pädagoge und Schriftsteller
- Johann Joachim Petz (1768–1826), Mediziner, der bereits sehr früh Impfmaßnahmen gegen die Pocken einsetzte
- Gerhard Rechter (1951–2012), Historiker und Archivar
- Christian Schmidt (* 1957), ehemaliger Bundesminister für Ernährung und Landwirtschaft
- Joachim Behnke (* 1962), Politikwissenschaftler und Wahlforscher